# 松平頼該
松平 頼該（まつだいら よりかね）は、江戸時代後期の高松松平家御厄介（一門）。仏教改革者。通称は左近（さこん）。号は橘斎、橘舎、金岳、如水庵。別称に宮脇公。幼名は隆之丞、道之助。江戸小石川出身。

## 略歴
高松藩8代藩主・松平頼儀の長男として誕生した。異母弟の頼胤が生まれると疎まれ、8歳のとき国元高松に移される。31歳で高松藩城下の宮脇村亀阜荘（現在の高松市立亀阜小学校）へ隠居する。その後、幕末の勤皇志士と交わり、日柳燕石、藤川三渓らを庇護した。また本門法華宗の高松八品講を組織する。
戊辰戦争で高松藩は、慶応4年（1868年）1月3日の鳥羽・伏見の戦いに幕府側として加わったことから朝敵となり、官軍による征討の対象となった。藩内には、官軍を迎え討って戦火を交えることを辞さない意見もあったが、頼該と藤沢南岳（なんがく）が決死の覚悟で藩論をまとめ、1月18日に家老の小河又右衛門久成（おごう またうえもんひさしげ）と小夫兵庫正容（おぶ ひょうごまさしず）を切腹させて首を鎮撫使に差出し、藩主頼聰を城から出させて浄願寺にて謹慎させ、官軍に恭順を示し高松藩を戦火から救った。頼該は同年のうちに死去した。享年60。本行院殿慈門金岳源該日教大居士を諡され、高松本堯寺（ほんぎょうじ）に埋葬された。大正4年（1915年）11月、贈正四位。

## 霊廟
松平頼該が祀られている本堯寺の霊廟は、木造平屋建、瓦葺で16平方メートル。1868年（明治元年）に建築され、1909年（明治42年）に改修。墓石がある奥殿と拝殿が相の間でつながれており、複合社殿形式をもつ武家廟所の遺例として希少であることから、2019年（令和元年）12月5日に登録有形文化財（建造物）に登録された。

## 系譜
- 生母不明の子女
  - 長女：浪姫 - 松平頼恕養女、徳大寺公純婚約者